# Pëtr Stepanovič Protasov
Pëtr Stepanovič Protasov, in russo Пётр Степанович Протасов? (1º luglio 1730 – 19 luglio 1794), è stato un politico e ufficiale russo.

## Biografia
Era il figlio di Stepan Stepanovič Protasov (1703-1767), e della sua prima moglie. Successivamente suo padre si risposò con Anis'ja Nikitična Orlova (1721-1775).

## Carriera
Il 18 gennaio 1737, fu promosso a sottotenente e partecipò, insieme al padre, alla guerra russo-turca. Il 28 maggio 1739 venne promosso a capitano e il 17 aprile 1763 ha ricevuto il grado di colonnello.
Dal 1782 al 22 settembre 1792 è stato governatore di Kaluga.

## Matrimonio
Sposò Aleksandra Ivanovna Protasova (1750-6 settembre 1782), figlia del consigliere di Stato Ivan Jakovlevič Protasov (1721-1778). Ebbero cinque figlie:
- Aleksandra Petrovna (1774-1842), sposò Aleksej Andreevič Golicyn;
- Ekaterina Petrovna (1776-1859), sposò Fëdor Vasil'evič Rostopčin, ebbero otto figli;
- Anna Petrovna (1778-1869), sposò il conte Varfolomej Vasil'evič Tolstoj;
- Vera Petrovna (1780-1814), sposò Illarion Vasil'evič Vasil'čikov, ebbero due figli;
- Varvara Petrovna (1782 -1852).

## Morte
Morì il 19 luglio 1794.